# Jack Parow
Jack Parow, de son vrai nom Zander Tyler, né le 22 février 1982 à Bellville, est un rappeur sud-africain. 

## Biographie
Il appartient au mouvement contre-culturel sud-africain appelé « Zef » qui s'apparente au rap et au hip-hop, et chante majoritairement en afrikaans. Son nom est un jeu de mots entre Jack Sparrow et le quartier de Parow.
Il a collaboré avec bon nombre d'artistes sud-africains tels que Die Antwoord, Die Heuwels Fantasties, ou encore Francois « Badenhorst » van Coke (chanteur du groupe Fokofpolisiekar (en)).

## Discographie
- Cooler As Ekke EP est un EP sorti en 2009
- Jack Parow est son premier album, sorti en 2010
- Eksie Ou est son deuxième album, sorti en 2011

Avec Die Antwoord
- Wat Pomp sur l'album $O$ de Die Antwoord
- Doos Dronk sur l'album $O$